# Tempête du 26 novembre 1954
La tempête du 26 novembre 1954 est un évènement météorologique violent ayant touché le nord-ouest de l'Europe en novembre 1954. 

## Description
Cette tempête est centrée sur le nord-ouest de l'Europe entre l'Irlande et la Suède. Des pointes de vent sont enregistrées à 140 km/h à Cherbourg. La pression atmosphérique descend jusqu'à 729 mmHg (la pression atmosphérique moyenne au niveau de la mer est de 1 013 hPa soit 760 mmHg). Cette tempête est évaluée à force 12 sur l'échelle de Beaufort.

## Conséquences
Les dégâts sont importants. Sur la pointe sud-est de la Grande-Bretagne le bateau-phare indiquant le banc de Goodwin s'échoue. En France, cette tempête touche les marins en pêche. Ainsi, les ports du Finistère sont particulièrement endeuillés, 64 marins disparus pour le sud du département. Le port de pêche de Concarneau est particulièrement touché : cinq bateaux disparaissent, la commune voisine de Névez compte 17 disparus. Le 16 décembre 1954, une célébration est faite en l'église de Concarneau, elle rassemble 7 000 personnes.